# فرودگاه بی بار رنچ
فرودگاه بی بار رنچ (به انگلیسی: B Bar Ranch Airport) یک فرودگاه خصوصی است که یک باند فرود چمن دارد و طول باند آن ۴۵۷ متر است. این فرودگاه در کشور ایالات متحده آمریکا قرار دارد و در ارتفاع ۴۲۶ متری از سطح دریا واقع شده‌است.